# Rue de Villersexel
La rue de Villersexel est une voie du 7e arrondissement de Paris, en France. 

## Situation et accès
La rue de Villersexel est une voie située dans le 7e arrondissement de Paris. Elle débute au 53, rue de l'Université et se termine au 252 bis, boulevard Saint-Germain.
Le quartier est desservi par la ligne 12 à la station Solférino.

## Origine du nom
Elle tire son nom de la commune de Villersexel, située dans le département de la Haute-Saône, en souvenir de la bataille de Villersexel livrée par le général Bourbaki le 9 janvier 1871, durant la guerre franco-prussienne.

## Historique
Cette voie est ouverte en 1882 sous le nom de « rue de Mailly », à cause de l'hôtel de Mailly, autrefois situé rue de l'Université sur l'emplacement duquel elle fut percée.
Elle prend sa dénomination actuelle par un décret du 2 août 1883.

## Bâtiments remarquables et lieux de mémoire

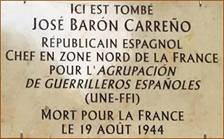
Plaque.

- Plaque commémorative en mémoire de José Barón Carreño (1918-1944), républicain espagnol et résistant, mort pour la France lors des combats de la Libération de Paris, à l'angle de la rue Villersexel et du boulevard Saint-Germain, votée à l'unanimité du conseil du 7e arrondissement et du Conseil de Paris[1].
- L'architecte Jean Duthilleul (1913-2010) eut son cabinet rue de Villersexel[2].